# صموئيل ألين كارسون
صموئيل ألين كارسون هو سياسي كندي، ولد في 3 يونيو 1870 في كندا، وتوفي في 27 فبراير 1949 في كندا. حزبياً، نشط في إتحاد مزارعي ألبرتا ‏. وقد انتخب عضو الجمعية التشريعية ألبرتا.